# الفجیج
الفجیج (به عربی: الفجیج) یک منطقهٔ مسکونی در لیبی است که در فزان واقع شده‌است.

## خصوصیات
الفجیج ۳٬۳۶۷ نفر جمعیت دارد.